# Boteni, Ialomița
Boteni este un sat în comuna Sinești din județul Ialomița, Muntenia, România.